# リチャード・コブ
リチャード・コブ（1917年5月20日 - 1996年1月15日）は、イギリスの歴史家、評論家、オックスフォード大学の教授である。フランス史、とりわけフランス革命に関する研究で業績がある。革命時代における歴史を民俗学の手法を用いて庶民の視点から克明な研究を残した。コブの研究では珍無類の史料を学祭的な視点から分析し、当時の実相を生き生きと伝えてくれる。セカンド・アイデンティティの概念を提唱したことでも有名。
| スタブアイコン | サブスタブ | この項目は、まだ閲覧者の調べものの参照としては役立たない、人物に関連した書きかけの項目です。この項目を加筆・訂正などしてくださる協力者を求めています（P:人物伝/PJ:人物伝）。 |